# Lobau
Lobau je údolní niva nacházející se na levém břehu Dunaje východně od rakouského hlavního města Vídně. Území o rozloze 23 km² je administrativně rozděleno mezi vídeňský obvod Donaustadt a město Groß-Enzersdorf.
Lobau je tvořeno lužním lesem a sítí vodních kanálů. Nejrozšířenějším stromem je dub letní, roste zde také javor babyka, jasan ztepilý, topol černý a vrba bílá. V podrostu se nachází např. stulík žlutý, bublinatka jižní, rákos obecný, áron východní, ostružiník ježiník, svída krvavá, játrovky a mechorosty. Faunu tvoří bobr evropský, želva bahenní, okoun říční, cejn velký, kudlanka nábožná, volavka popelavá, ledňáček říční, rákosník velký nebo moudivláček lužní.
Lobau bylo původně říčním ostrovem, po regulaci Dunaje v roce 1875 bylo z východní strany spojeno s pevninou. Neobyvatelné pravidelně zaplavované území v jihozápadním cípu Moravského pole bývalo oblíbeným lovištěm habsburského dvora. V roce 1905 bylo Lobau vyhlášeno chráněným územím a roku 1918 přešlo pod správu města Vídně. V roce zde 1977 vznikla biosférická rezervace pod záštitou UNESCO, která byla v roce 1996 začleněna do národního parku Donau-Auen. Oblast, označovaná jako džungle na okraji velkoměsta, je využívána převážně k rekreaci (cykloturistika, koupání, projížďky na loďkách). Část Lobau slouží také jako výcvikový prostor pro rakouskou armádu, nachází se zde vodárna zásobující Vídeň pitnou vodou.
V Lobau se nachází přístav pro cisternové lodě s rafinerií.Za druhé světové války zde byly zahájeny práce na plánovaném dunajskooderském kanálu, jeho zbytky dělí území na horní a dolní Lobau. Při terénních úpravách v sedmdesátých letech 20. století vznikl z části Lobau umělý ostrov Donauinsel. Diskutuje se o záměru firmy ASFiNAG postavit silniční tunel pod Lobau, který je nutný k dokončení obchvatu Vídně, existují však obavy z nevratného poškození unikátních ekosystémů i z nebezpečně vysoké hladiny spodní vody. Náklady na stavbu, která by měla být dokončena nejdříve v roce 2030, se odhadují na 1,9 miliardy eur.
V roce 1809 zde proběhla bitva u Aspern a Esslingu. Vyznamenal se v ní Georges Mouton de Lobau, který dostal podle místa svůj šlechtický predikát. Tehdejší události připomíná naučná stezka.

## Fotogalerie

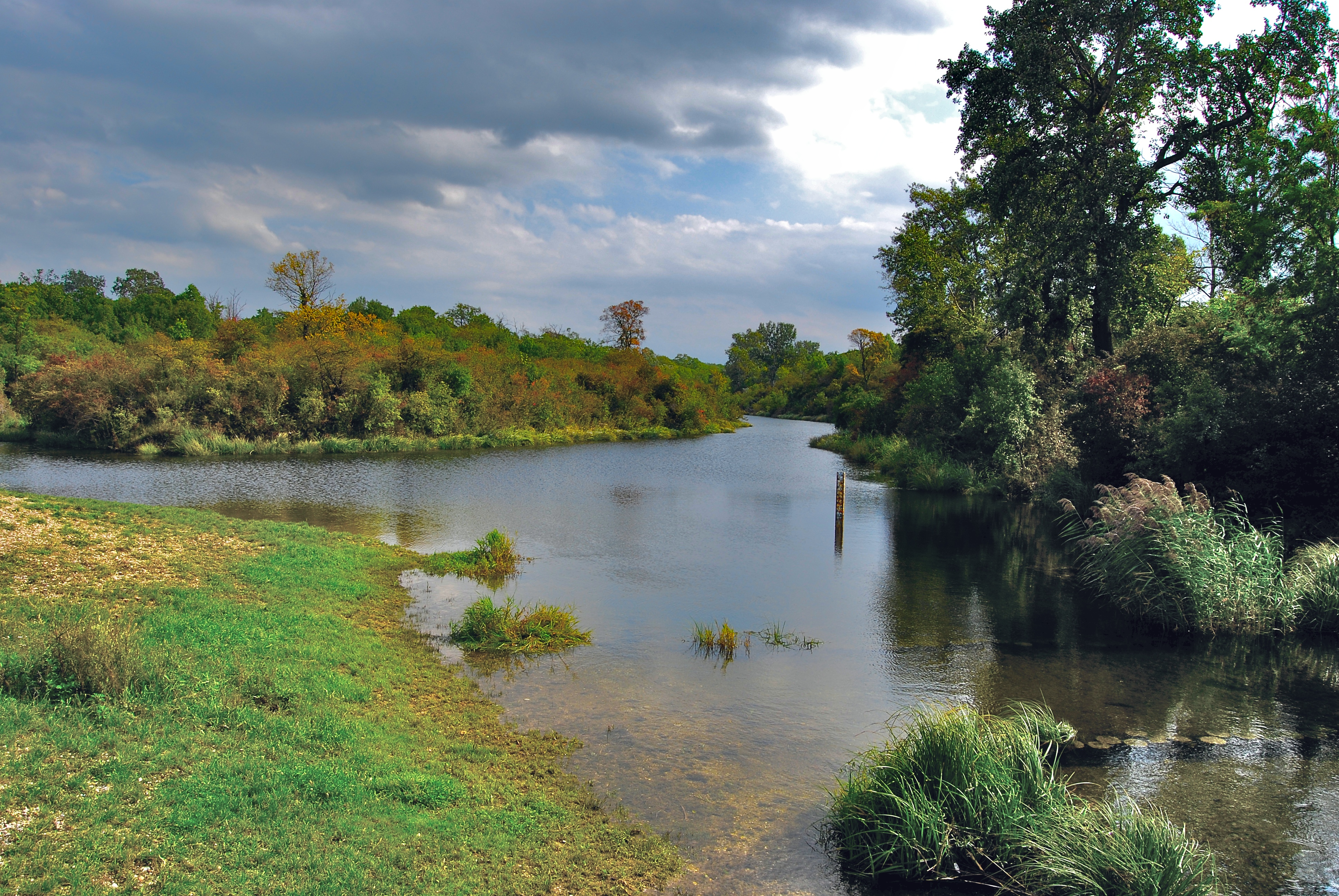
Mrtvé rameno
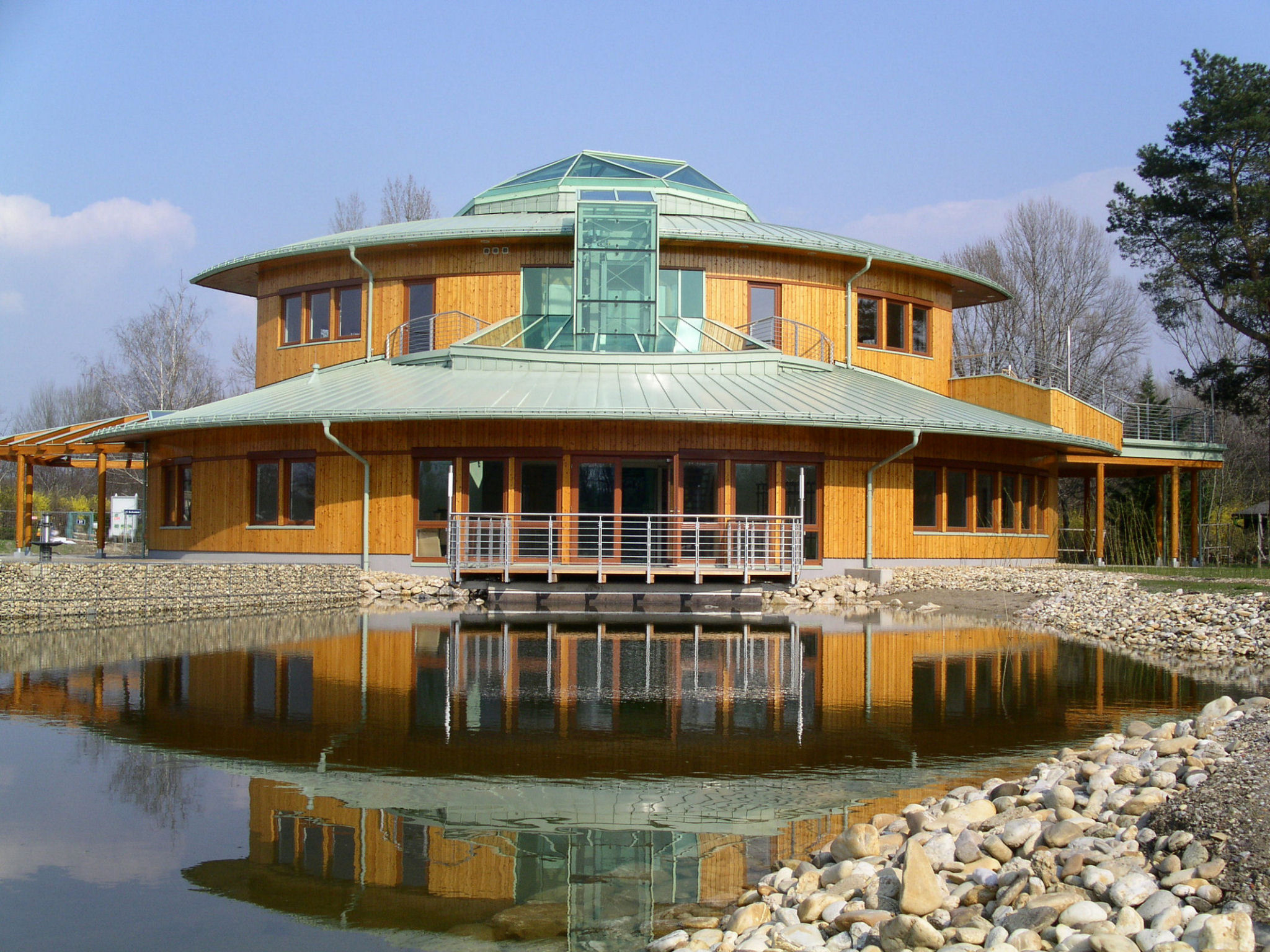
Sídlo správy národního parku
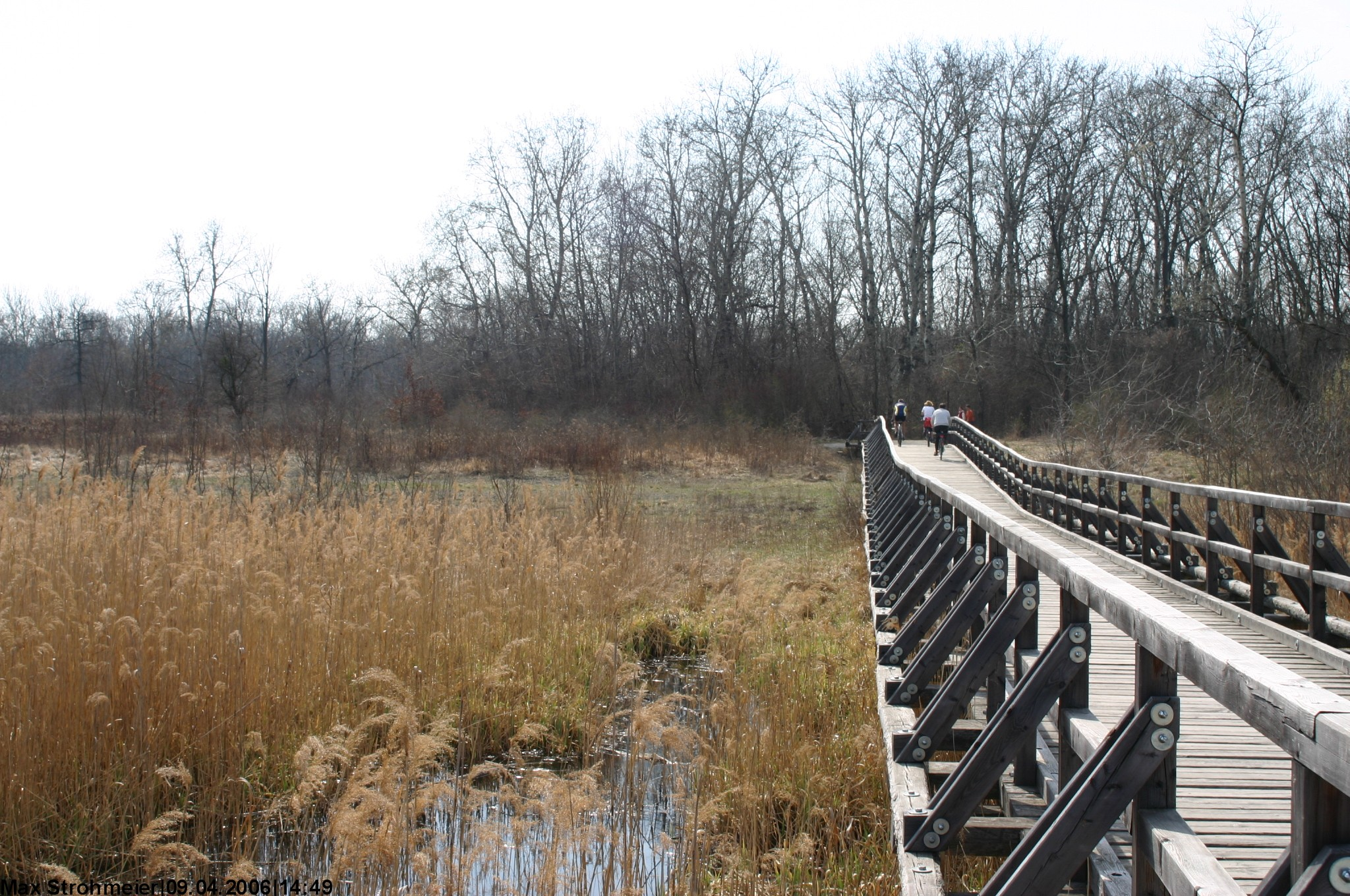
Lávka Josefsteg
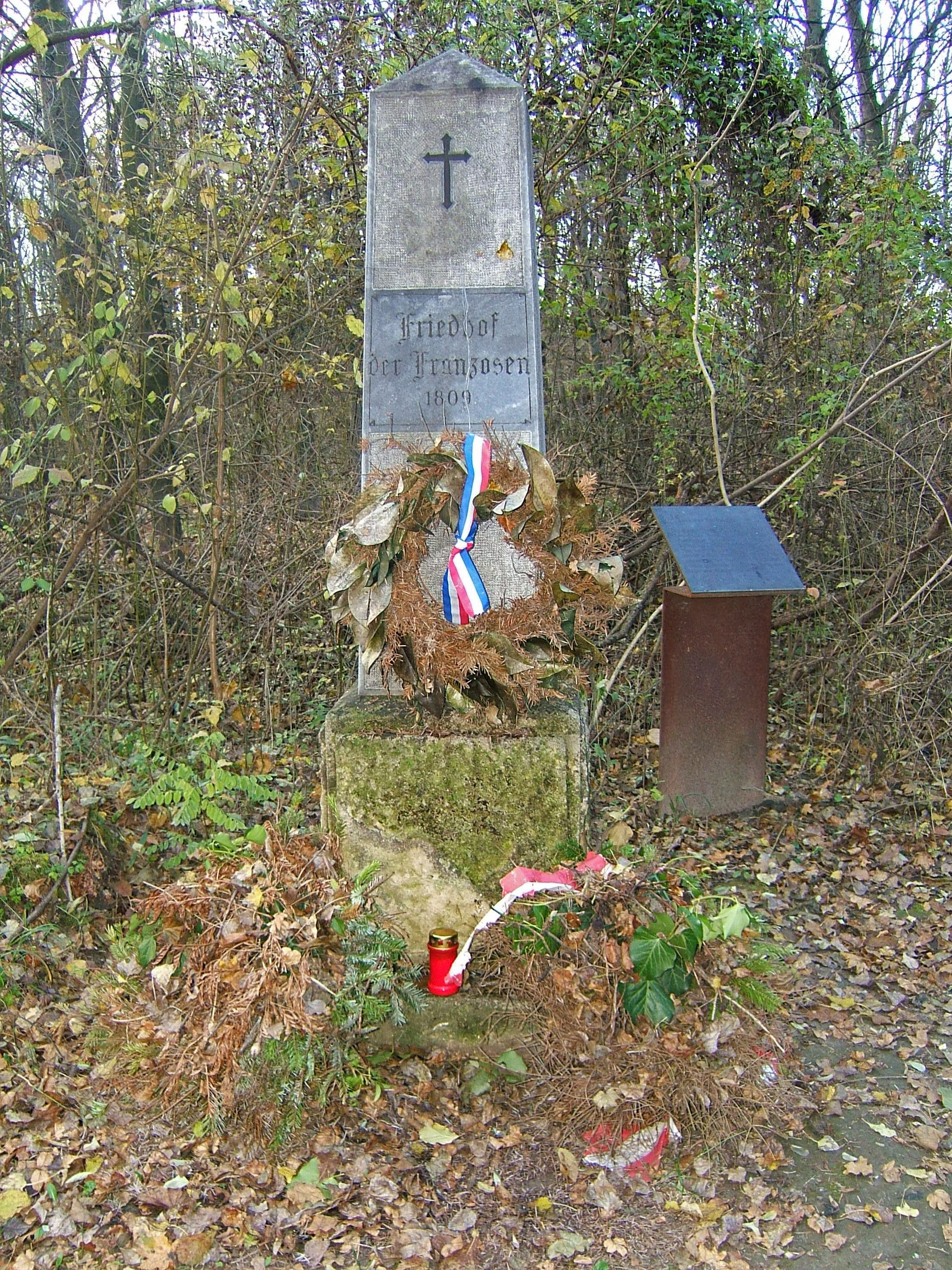
Pohřebiště francouzských vojáků